# در النجف
در النجف هو نوع من الحصى يتناثر في صحراء النجف بفعل عوامل جيولوجية وجوية ومائية، تم صقله وتلميعه ثم صياغته بأشكال مختلفة فهو يدخل في صناعة الخواتم والسبحات والمناور (الثريات) ويخرم بنقوش مختلفة منها أسماء شخصيات تأريخية وآيات قرآنية كريمة.

## تاريخ
إن مصادر الدر موجودة منذ تكونت منطقة النجف جيولوجياً، وقد عرفت الأقوام القديمة في العهد الجاهلي قبل الإسلام الحصى اللامع أو البراق الذي تميزت به أرض النجف حيث العوامل كالتربة والأمطار والحرارة ثم الجفاف والتطرف الحراري ونوع الصخور والرمال الأمر الذي جعل هذه العوامل متظافرة لتكوين حصى لامع.
وعرف سكان الحيرة حصى النجف اللامع الذي كان يزين صورة صحراء النجف إضافة إلى ما تفعله الزهور الصحراوية، ولذلك اتخذ سكان الحيرة ومن بعدهم أهل الكوفة أرض النجف منتجعاً للصيد والتجوال وبخاصة أيام الربيع. ولوجود الحصى البراق في هذه الأرض اطلقوا عليها اسم البارق وإن هذه التسمية غير متداولة هذا اليوم لعدم شيوعها.
وكان أهل الحيرة يجمعونه من ظهر الكوفة (منطقة النجف) وينتقون منه الجميل ثم أخذه لنسائهم ليثقبنه ويلبسنه لنفاسته ويقول أهل الحيرة ان هذا الحصى ينوب عن الدر والياقوت.
وأن تلميعه وإعداده للتختم كان في بدايات المرحلة الأولى من ظهور مدينة النجف عام (755م).والتختم داخل النجف (وهي نواة مدينة صغيرة) كان بحدود عام (900م) علماً أن نساء الكوفة قبل ظهور النجف اكتسبن عادات نساء الحيرة وأخذن بلبس عقود من حصباء صحراء النجف.

## مما يقال عنه
و قد أشار اليه أبو الطيب المتنبي بقوله: